# Opatrzność (Pawłowiczki)
Opatrzność – przysiółek wsi Pawłowiczki w Polsce, położony w województwie opolskim, w powiecie kędzierzyńsko-kozielskim, w gminie Pawłowiczki.
W latach 1975–1998 przysiółek administracyjnie należał do ówczesnego województwa opolskiego.

## Historia
Od końca XVIII w. wieś posiadała własną pieczęć gminną, na której umieszczono wizerunek oko opatrzności.